# Église Santi Cosma e Damiano

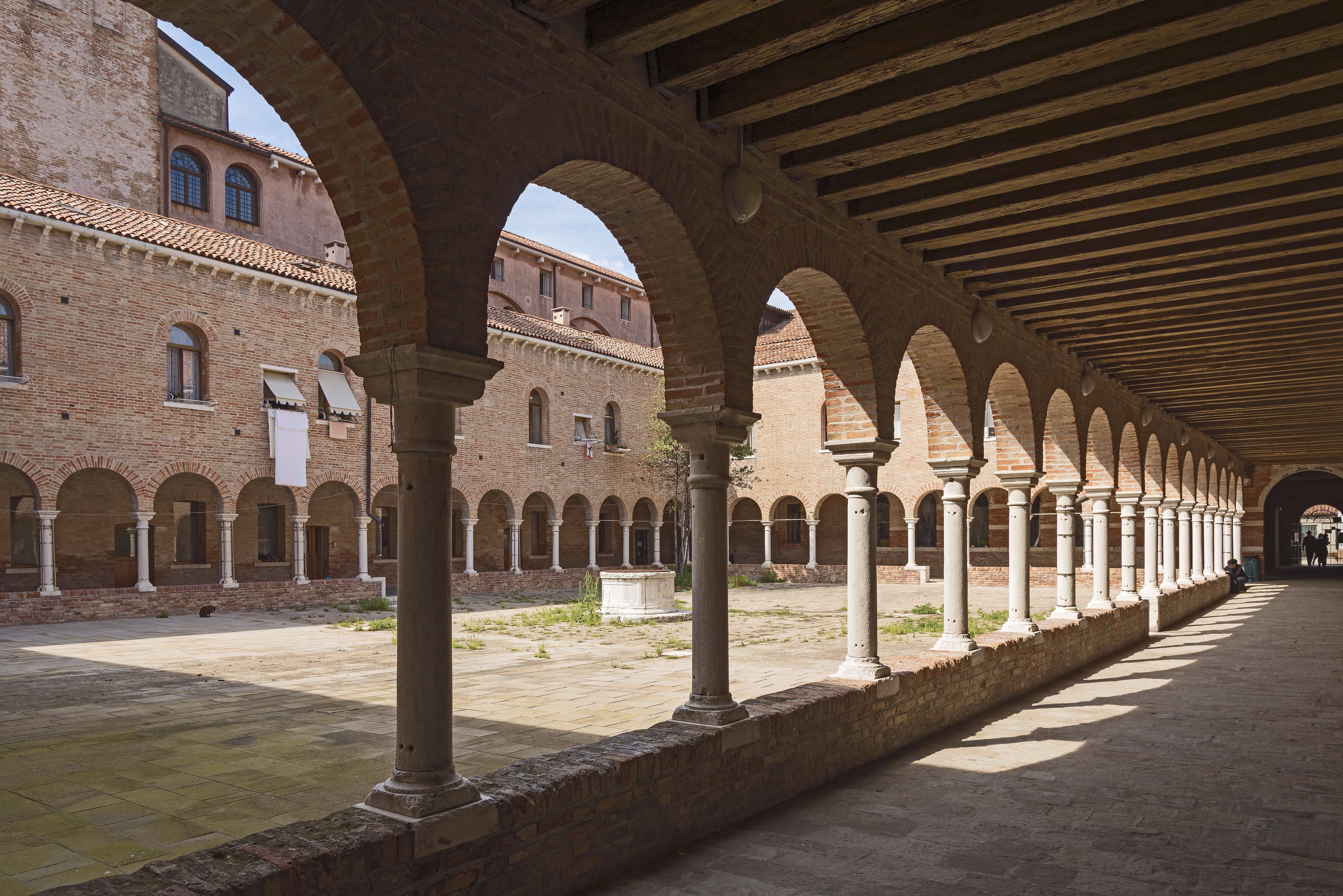
Le couvent

L'église Santi Cosma e Damiano (église Saints Côme et Damien) est une ancienne église catholique de Venise, aujourd'hui désaffectée.

## Localisation
Cette église désaffectée est située dans l'île de Giudecca dans le sestiere de Dorsoduro.

## Historique

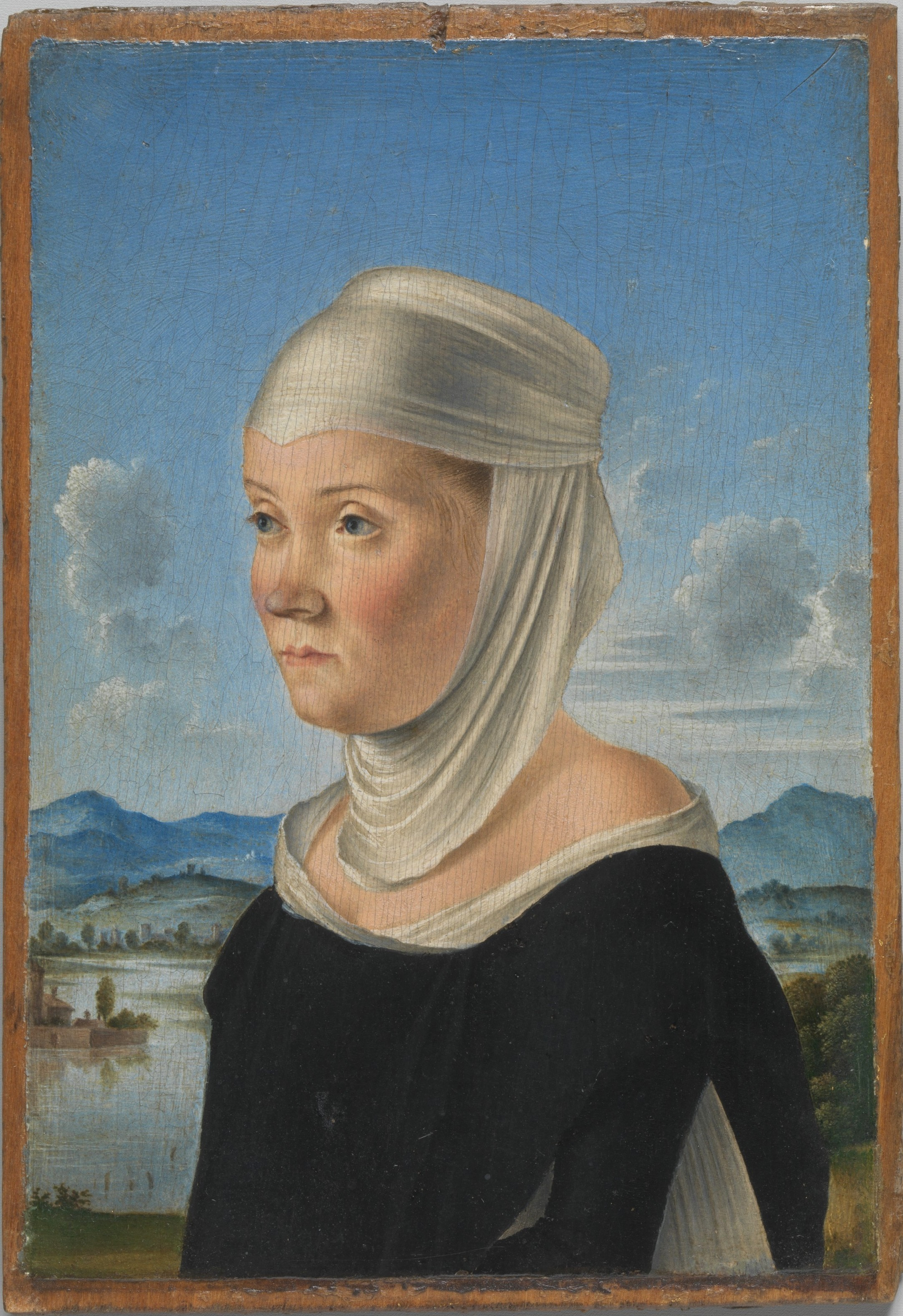
Portrait d'une religieuse
de San Secondo (1485-1495)
par Jacometto Veneziano
Metropolitan Museum.

La patricienne vénitienne Marina Celsi (1432-1523), descendante du doge Lorenzo Celsi (+1368) et ancienne abbesse des couvents de San Maffio à Murano et Sant'Eufemia de Mazzorbo, et qui avait failli à les réformer, fonda en 1481 à la Giudecca un monastère bénédictin, modèle de vie de cloître pieuse et parfaite (clausurae). 
En 1519, elle réforma avec vingt-et-une autres religieuses le monastère bénédictin de San Secondo, qui fut même de 1521 à 1529 mis sous tutelle du monastère des Saints Cosma et Damiano à la suite d'un bref apostolique. En 1523, l'abbesse Christina Tron lui succéda. 
Le 15 mars 1540, elle fut remplacée par Andrianna Malipiero (+1554). La nouvelle église et son campanile, dédiés aux saints Côme et Damien ainsi que deux dortoirs supplémentaires furent construits entre 1540 et 1554, le tout financé par le père Luca Spiron et Maddalena dei Colori. L'église fut consacrée en mai 1583. En 1596, un mur de jardin, l' albergo delle Fie (une salle pour novices), le Lavoratorio (un atelier) et la Nappa del Carmine (la décoration de l'âtre) furent érigés. En 1598 suivit une grande cellule avec un dortoir et en 1613 de grands parloirs carrelés et les arcades du cloître. Entre 1638 et 1641, elles montèrent le plafond du barco (le chœur des nonnes) et construisirent un toit pour le grand dortoir. 
Les actifs de la communauté ont été transférés le 14 juin 1806, par décret Royal du 8 juin 1805 et les religieuses furent concentrées à San Zaccaria par décret du 28 juillet 1806. Les bâtiments ont été déconsacrés en 1810.